# Solec nad Wisłą (gemeente)
De gemeente Solec nad Wisłą is een landgemeente in het Poolse woiwodschap Mazovië, in powiat Lipski.
De zetel van de gemeente is in Solec nad Wisłą.
Op 30 juni 2004 telde de gemeente 6140 inwoners.

## Oppervlakte gegevens
In 2002 bedroeg de totale oppervlakte van gemeente Solec nad Wisłą 137,41 km², waarvan:
- agrarisch gebied: 71%
- bossen: 21%

De gemeente beslaat 18,38% van de totale oppervlakte van de powiat.

## Demografie
Stand op 30 juni 2004:
| Omschrijving                   | Totaal | Totaal | Vrouwen | Vrouwen | Mannen | Mannen |
| ------------------------------ | ------ | ------ | ------- | ------- | ------ | ------ |
| eenheid                        | aantal | %      | aantal  | %       | aantal | %      |
| inwoners                       | 6140   | 100    | 3163    | 51,5    | 2977   | 48,5   |
| bevolkingsdichtheid (inw./km²) | 44,7   | 44,7   | 23      | 23      | 21,7   | 21,7   |

In 2002 bedroeg het gemiddelde inkomen per inwoner 1279,15 zł.

## Administratieve plaatsen (sołectwo)
Boiska, Dziurków, Glina, Kalinówek, Kępa Gostecka, Kępa Piotrawińska, Kłudzie, Boiska-Kolonia, Kolonia Nadwiślańska, Las Gliniański, Marianów, Pawłowice, Przedmieście Bliższe, Przedmieście Dalsze, Sadkowice (sołectwa: Sadkowice I en Sadkowice II), Słuszczyn, Solec nad Wisłą, Wola Pawłowska, Zemborzyn Drugi, Zemborzyn Pierwszy, Zemborzyn-Kolonia.

## Aangrenzende gemeenten
Chotcza, Lipsko, Józefów nad Wisłą, Łaziska, Tarłów